# Podosphaera clandestina
Podosphaera clandestina är en svampart. Podosphaera clandestina ingår i släktet Podosphaera och familjen Erysiphaceae.  Arten är reproducerande i Sverige.

## Underarter
Arten delas in i följande underarter:
- aucupariae
- clandestina